# Waikohu
 (signalé en mai 2025).
Si vous disposez d'ouvrages ou d'articles de référence ou si vous connaissez des sites web de qualité traitant du thème abordé ici, merci de compléter l'article en donnant les références utiles à sa vérifiabilité et en les liant à la section « Notes et références ».
- Archive Wikiwix
- Bing
- Cairn
- DuckDuckGo
- E. Universalis
- Gallica
- Google
- G. Books
- G. News
- G. Scholar
- Persée
- Qwant
- (zh) Baidu
- (ru) Yandex
- (wd) trouver des œuvres sur Wikidata

. Waikohu est une petite localité située dans le nord-est de l’Île du Nord de la Nouvelle-Zélande.

## Situation
Elle est localisée tout près de la confluence des rivières Wharekopae et  Waikohu   sur le trajet de la route State Highway 2/S H 2 (en) vers l’ouest de la localité de Te Karaka, située plus dans l’intérieur du pays par rapport à ville de Gisborne.